# Mejillones
Koordinaten: 23° 6′ S, 70° 27′ W
Mejillones (Plural von spanisch mejillón m. = Miesmuschel) ist eine nordchilenische Hafenstadt und ehemaliger Salpeterhafen in der Región de Antofagasta, 75 km nördlich der Provinzhauptstadt Antofagasta gelegen.
Sie wurde um 1867 gegründet. Bis zum Ende des „Pazifischen Krieges“ (Guerra del Pacífico, 1879–1883), auch „Salpeterkrieg“ genannt, zwischen Bolivien und Perú einerseits und Chile andererseits gehörte die Provinz von Antofagasta mit Mejillones zu Bolivien als dessen einziger Meereszugang, den es infolge des Friedens von Ancón an Chile verlor.
Im 19. und 20. Jahrhundert war die kleine Stadt ein wichtiger Hafen für die Ausfuhr von Salpeter. Zahllose Windjammer lagen auf Reede und an der „Muelle“ (deutsch Mole), einer riesigen, ins Meer hinausführenden Landungsbrücke, um von den Lanchas (flache Lastkähne, Leichter) aus beladen zu werden. 

Wappen

2004 hatte die kleine Hafenstadt annähernd 9.000 Einwohner und lebte vom Hafengeschäft und vom Tourismus.
Chile plant, mit dem Hafen „Megapuerto de Mejillones“ den größten Seehafen Chiles zu errichten, dessen komplette Fertigstellung aber erst für 2030 projektiert ist.